# Kékszakállú amazon
A kékszakállú amazon (Amazona festiva) a madarak osztályának papagájalakúak (Psittaciformes)  rendjébe és a papagájfélék (Psittacidae) családjába és az araformák (Arinae) alcsaládjába tartozó faj.

## Előfordulása
Brazília, Kolumbia, Ecuador, Guyana, Peru és Venezuela területén honos.

## Alfajai
- Amazona festiva festiva
- Amazona festiva bodini

## Megjelenése
Testhossza 34 centiméter, testsúlya 370 gramm.